# Wojna domowa w Mozambiku
Wojna domowa w Mozambiku – długotrwały konflikt pomiędzy rządem Mozambiku a opozycyjną partyzantką Narodowego Ruchu Oporu Mozambiku (RENAMO) wspartą przez Rodezję i RPA. Konflikt zakończył się zwycięstwem sił rządowych w 1992 roku i podpisaniem traktatu pokojowego na mocy którego RENAMO przekształcone zostało w partię polityczną.

## Geneza
Uzyskanie niepodległości przez Mozambik w 1975 roku zakwestionowało zasadę mniejszości białych w południowej Afryce. Władzę w nowo powstałej republice objął Front Wyzwolenia Mozambiku (FRELIMO). Rząd od początku rozpoczął wspieranie ruchów wyzwoleńczych czarnej ludności w sąsiednich krajach - Afrykańskiego Narodowego Związku Zimbabwe w Rodezji Południowej i Afrykańskiego Kongresu Narodowego w Południowej Afryce. Istotny wpływ na rozwój sytuacji w kraju miały socjalistyczne reformy rządu i prezydenta Samora Machela w Mozambiku. Zmiany wzbudziły sprzeciw części przedstawicieli FRELIMO którzy byli nastawieni prawicowo. Ich niezadowolenie wykorzystali oficerowie Rodezji Południowej którzy w 1976 roku zwerbowali ich i utworzyli Narodowy Ruch Oporu Mozambiku. Istotnego wsparcia partyzantce udzielił też apartheidowski rząd Republiki Południowej Afryki.

## Przebieg wojny

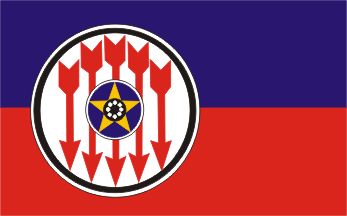
Flaga RENAMO

Siły partyzanckie w walce z rządem stosowały początkowo sabotaż gospodarczy i ataki na infrastrukturę, z czasem rozpoczęły ataki na miasta i wsie. Metodą zastraszenia społeczeństwa stosowaną przez RENAMO stały się masakry cywilów które stały się powszechne. Nie cieszące się większym poparciem oddziały opozycji siłą włączały do swoich szeregów nieletnich.
W konflikcie strona rządowa wsparta została przez rządy Zambii, Zimbabwe (którego obszar RENAMO bezskutecznie atakowało w odwecie) i Tanzanii.
W 1984 roku rząd FRELIMO zrezygnował z popierania ruchów wyzwoleńczych w państwach ościennych na gruncie ugody Nkomati z rządem Republiki Południowej Afryki, która zobowiązała się w zamian wycofać swoje poparcie wobec RENAMO. Do końca lat 80. działania RENAMO doprowadziły do co najmniej 100 tysięcy ofiar w ludziach i ucieczki z kraju miliona uchodźców. Po transformacji ustrojowej Mozambiku w system wielopartyjny o wolnorynkowej gospodarce, RENAMO rozpoczęło z rządem rozmowy pokojowe. Porozumienie pokojowe podpisano w Rzymie pod egidą ONZ w 1992. Na jego mocy RENAMO przekształciło się w partię polityczną z Alfonsem Dhlakamą na czele. W 1994 lider partii wziął udział w pierwszych wolnych wyborach prezydenckich w Mozambiku. Przegrał jednak z kandydatem FRELIMO, Joaquimem Chissano (53,3% głosów), zdobywając 33,7% głosów poparcia.

## Następstwa

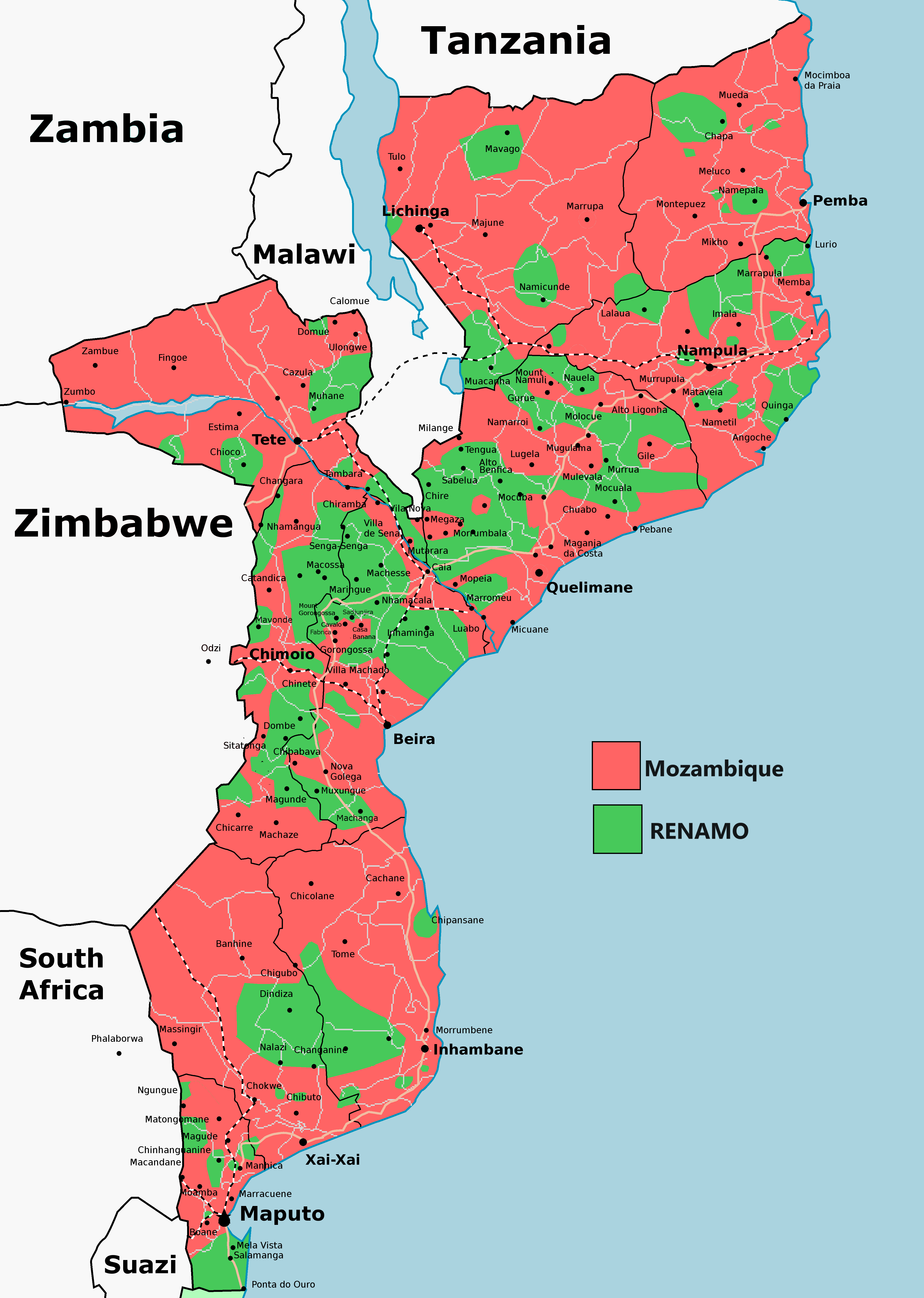
mapa sytuacji w mozambiku

21 października 2013 RENAMO wypowiedziało układ pokojowy z 1992 po tym, jak według RENAMO siły rządowe ostrzelały i zajęły bazę Sathunjira w regionie Gorongosa w prowincji Sofala, ok. 600 km na północ od stołecznego Maputo. W bazie przebywał lider ugrupowania Afonso Dhakama, lecz zdołał uciec spod ostrzału. Już wcześniej, bo w kwietniu i czerwcu 2013 dochodziło do starć między armią a RENAMO, a w atakach bojówki zginęło 11 żołnierzy i policjantów oraz sześciu cywilów. Układ pokojowy wznowiono w 2014 roku.